# The Hazards of Love
The Hazards of Love è il quinto album discografico del gruppo musicale indie rock statunitense The Decemberists, pubblicato nel 2009 da Capitol Records e Rough Trade Records.

## Il disco
Il titolo del disco è ispirato all'omonimo EP di Anne Briggs. All'album partecipano diversi cantanti: Becky Stark (Lavender Diamond), Shara Worden (My Brightest Diamond), Jim James (My Morning Jacket) ed il chitarrista Robyn Hitchcock (in An Interlude).
Si tratta di una vera e propria opera rock in cui la protagonista Margaret (voce Becky Stark) si innamora di William (voce di Meloy), abitante di una foresta boreale.

## Tracce
Tutte le tracce sono state scritte da Colin Meloy, eccetto la 1 scritta da Jenny Conlee.
1. Prelude – 3:04
2. The Hazards of Love 1 (The Prettiest Whistles Won't Wrestle the Thistles Undone) – 4:19
3. A Bower Scene – 2:09
4. Won't Want for Love (Margaret in the Taiga) – 4:07
5. The Hazards of Love 2 (Wager All) – 4:26
6. The Queen's Approach – 0:29
7. Isn't It a Lovely Night? – 3:39
8. The Wanting Comes in Waves/Repaid – 6:27
9. An Interlude – 1:40
10. The Rake's Song – 3:16
11. The Abduction of Margaret – 2:07
12. The Queen's Rebuke/The Crossing – 3:56
13. Annan Water – 5:12
14. Margaret in Captivity – 3:08
15. The Hazards of Love 3 (Revenge!) – 3:22
16. The Wanting Comes in Waves (Reprise) – 1:31
17. The Hazards of Love 4 (The Drowned) – 5:57